# Eberardo II di Württemberg (duca)
Eberardo II, duca del Württemberg, già Eberardo VI, conte del Württemberg-Stuttgart (Waiblingen, 1º febbraio 1447 – Lindenfels, 17 febbraio 1504), era figlio di Ulrico V, detto Il Beneamato, e di Elisabetta di Baviera-Landshut.
Fu conte del Württemberg-Stuttgart dal 1480 al 1496, quando divenne duca del Württemberg.

## Biografia
Egli soggiornò a lungo in gioventù alla corte di Borgogna. Nel 1461 prese parte in Reims alla cerimonia d'incoronazione di Luigi XI di Francia. Tornato nel 1462 nel Württemberg, sposò qualche anno dopo la marchesa Elisabetta di Hohenzollern, una delle figlie del marchese Alberto III di Brandeburgo. Già nel 1477 gli si aprì la possibilità di una successione anche nella signorìa dell'altra parte del Württemberg, il Württemberg-Urach, che era governato dal conte Eberardo V privo di figli.
L'8 febbraio 1480 assunse il governo del Württemberg-Stuttgart, a seguito della morte del padre Ulrico. Due anni e mezzo dopo stipulava un accordo in Münsinger con Eberardo V, signore dell'altro Württemberg, cui consegnava il Württemberg-Stuttgart, in cambio della promessa di diventarne il successore alla sua morte. Così Eberardo VI rimase dal 1482 fino alla morte di Eberardo V il signore formale del Württemberg-Stuttgart, mentre il potere effettivo era nelle mani del lontano cugino omonimo.
Eberardo VI si dovette difendere già dall'inizio dal suo spodestamento contro il più anziano parente, il quale nel 1489 giunse a mettere in dubbio la promessa di successione persino riguardo al Württemberg-Stuttgart. Intanto nel 1495 l'intero Württemberg venne elevato al rango di ducato. Alla morte di Eberardo V (diventato duca con il nome di Eberardo I) però, Eberardo VI (ora duca Eberardo II) riuscì senza difficoltà a subentrare come duca al defunto nell'intero Württemberg.
Questo tuttavia gli procurò fin dall'inizio varie difficoltà con i signorotti locali. Costoro in stretta collaborazione con l'Imperatore Massimiliano I lo spodestarono, cosicché Eberardo dovette fuggire ad Ulma. Poiché colà non trovò alcun appoggio, il 10 giugno 1498 dovette riconoscere l'arbitrato di Massimiliano, accettando il suo spodestamento e l'esilio in cambio di una rendita annua di 6.000 fiorini.
Al suo posto fu insediato al governo un Consiglio dei Territori, con la legittimazione del re. Questa situazione terminò allorché suo nipote, figlio del fratello Enrico, Ulrico, raggiunta la maggior età subentrò nel governo in qualità di duca del Württemberg. Eberardo trovò rifugio presso il Principe Elettore del Palatinato, Filippo, fino alla sua morte. Fu sepolto nella chiesa collegiata di Heidelberg.

## Ascendenza
|                                |                              |                                            | Genitori                                    |  |  | Nonni |  |  | Bisnonni                    |  |  | Trisnonni             |  |
|                                |                              |                                            |                                             |  |  |       |  |  | Eberardo III di Württemberg |  |  | Ulrico di Württemburg |  |
|                                |                              |                                            |                                             |  |  |       |  |  | Eberardo III di Württemberg |  |  | Ulrico di Württemburg |  |
|                                |                              | Elisabetta di Baviera                      |                                             |  |  |       |  |  | Eberardo III di Württemberg |  |  |                       |  |
| Eberardo IV di Württemberg     |                              |                                            |                                             |  |  |       |  |  | Eberardo III di Württemberg |  |  |                       |  |
|                                |                              | Antonia Visconti                           | Bernabò Visconti                            |  |  |       |  |  |                             |  |  |                       |  |
|                                |                              | Antonia Visconti                           | Bernabò Visconti                            |  |  |       |  |  |                             |  |  |                       |  |
|                                |                              | Antonia Visconti                           | Regina della Scala                          |  |  |       |  |  |                             |  |  |                       |  |
| Ulrico V di Württemberg        |                              | Antonia Visconti                           |                                             |  |  |       |  |  |                             |  |  |                       |  |
|                                |                              | Enrico di Orbe                             | Stefano di Montfaucon                       |  |  |       |  |  |                             |  |  |                       |  |
|                                |                              | Enrico di Orbe                             | Stefano di Montfaucon                       |  |  |       |  |  |                             |  |  |                       |  |
|                                |                              | Enrico di Orbe                             | Margherita di Chalon-Arlay                  |  |  |       |  |  |                             |  |  |                       |  |
| Enrichetta di Mömpelgard       |                              | Enrico di Orbe                             |                                             |  |  |       |  |  |                             |  |  |                       |  |
|                                |                              | Marie de Chatillon, viscontessa di Blaigny | Gaucher X de Chatillon, visconte di Blaigny |  |  |       |  |  |                             |  |  |                       |  |
|                                |                              | Marie de Chatillon, viscontessa di Blaigny | Gaucher X de Chatillon, visconte di Blaigny |  |  |       |  |  |                             |  |  |                       |  |
|                                |                              | Marie de Chatillon, viscontessa di Blaigny | Jeanne de Coucy                             |  |  |       |  |  |                             |  |  |                       |  |
| Eberardo II di Württemberg     |                              | Marie de Chatillon, viscontessa di Blaigny |                                             |  |  |       |  |  |                             |  |  |                       |  |
|                                | Federico di Baviera-Landshut | Stefano II di Baviera                      |                                             |  |  |       |  |  |                             |  |  |                       |  |
|                                | Federico di Baviera-Landshut | Stefano II di Baviera                      |                                             |  |  |       |  |  |                             |  |  |                       |  |
|                                | Federico di Baviera-Landshut | Isabella di Sicilia                        |                                             |  |  |       |  |  |                             |  |  |                       |  |
| Enrico XVI di Baviera-Landshut | Federico di Baviera-Landshut |                                            |                                             |  |  |       |  |  |                             |  |  |                       |  |
|                                |                              | Maddalena Visconti                         | Bernabò Visconti                            |  |  |       |  |  |                             |  |  |                       |  |
|                                |                              | Maddalena Visconti                         | Bernabò Visconti                            |  |  |       |  |  |                             |  |  |                       |  |
|                                |                              | Maddalena Visconti                         | Regina della Scala                          |  |  |       |  |  |                             |  |  |                       |  |
| Elisabetta di Baviera-Landshut |                              | Maddalena Visconti                         |                                             |  |  |       |  |  |                             |  |  |                       |  |
|                                |                              | Alberto IV d'Asburgo                       | Alberto III d'Asburgo                       |  |  |       |  |  |                             |  |  |                       |  |
|                                |                              | Alberto IV d'Asburgo                       | Alberto III d'Asburgo                       |  |  |       |  |  |                             |  |  |                       |  |
|                                |                              | Alberto IV d'Asburgo                       | Beatrice di Norimberga                      |  |  |       |  |  |                             |  |  |                       |  |
| Margherita d'Asburgo           |                              | Alberto IV d'Asburgo                       |                                             |  |  |       |  |  |                             |  |  |                       |  |
|                                |                              | Giovanna Sofia di Baviera-Straubing        | Alberto I di Baviera                        |  |  |       |  |  |                             |  |  |                       |  |
|                                |                              | Giovanna Sofia di Baviera-Straubing        | Alberto I di Baviera                        |  |  |       |  |  |                             |  |  |                       |  |
|                                |                              | Giovanna Sofia di Baviera-Straubing        | Margherita di Brieg                         |  |  |       |  |  |                             |  |  |                       |  |
|                                |                              | Giovanna Sofia di Baviera-Straubing        |                                             |  |  |       |  |  |                             |  |  |                       |  |